# 더 디스트릭트
《더 디스트릭트》(영어: The District)는 2000년부터 2004년까지 방영된 미국의 범죄 드라마이다. 한국에서는 2006년 6월 FOX 채널에서 'D.C. 특수수사대'란 제명으로 방영되었다.